# Alain Carpentier
Alain Carpentier (* 11. August 1933 in Toulouse) ist ein französischer Herzchirurg. Er arbeitet in der Abteilung für kardiovaskuläre Chirurgie und Organtransplantation am Hôpital européen Georges-Pompidou in Paris.

## Leben
Carpentier war Professor an der Universität Pierre und Marie Curie in Paris sowie an der Mount Sinai School of Medicine in New York City. Er ist Gründer und Direktor des Laboratoriums für Herztransplantationen und -Prothesen an der Universität Pierre und Marie Curie.
1998 erhielt er den Großen Preis der Fondation pour la recherche médicale für seine bahnbrechenden Forschungen in der Herzchirurgie.
Im Dezember 2000 wurde er als Mitglied in die Abteilung Humanbiologie und medizinische Wissenschaften der Académie des sciences aufgenommen.
2007 erhielt er den Albert-Lasker-Preis für klinisch-medizinische Forschung, 2011 den Warren Alpert Foundation Prize.
Seine wichtigsten Neuerungen sind:
- 1968 implantierte er die ersten künstlichen Herzklappen aus Schweineknorpel. Das Material wird mit Glutaraldehyd behandelt, um Abstoßungsreaktionen durch das menschliche Immunsystem zu vermeiden. Das Material hat den Vorteil, dass der Patient nicht für den Rest seines Lebens Antikoagulantien einnehmen muss – im Gegensatz zu den zuvor verwendeten künstlichen Herzklappen aus Stahl.
- Entwicklung einer Reihe von Techniken in der plastischen und rekonstruktiven Herzchirurgie, darunter Techniken zur Reparatur der Mitralklappe und der Trikuspidalklappe.
- Entwicklung der dynamischen Kardiomyoplastie, das heißt der Einsatz von Skelettmuskelgewebe als Ersatz für Herzmuskelgewebe nach entsprechender Vorbereitung durch elektrische Stimulation.

## Projekt künstliches Herz
Seit 1988 ist Carpentier an einem Projekt zur Entwicklung eines künstlichen Herzens beteiligt. 1993 gründete er dazu, gemeinsam mit dem Jean-Luc Lagardère, dem damaligen Generaldirektor des Matra-Konzern, die Firma Carmat (Carpentier-Matra).
Ende Oktober 2008 beteiligten sich eine Reihe von Kapitalgebern mit Investitionen an dem Projekt:
- EADS, der Mutterkonzern von Matra, der bereits 15 Millionen Euro für das Unternehmen aufgewendet hat, investiert weitere 2 Millionen Euro;
- der Fonds Oseo investiert 33 Millionen Euro;
- Carpentier selbst beteiligt sich mit 250000 Euro aus seinem Privatvermögen.

Am 18. Dezember 2013 wurde dieses Kunstherz zum ersten Mal einem Patienten eingesetzt. Die Operation führte ein Team unter Leitung von Christian Latrémouille durch.

## Veröffentlichungen (Auswahl)
- mit J. P. Binet und J. Langlois: Heterotransplantate der Aortenklappe. In: Langenbecks Archiv für klinische Chirurgie. Band 316, 1966, S. 800 ff.
- Le Mal universitaire. Éditions Robert Laffont, Paris 1988, ISBN 978-2-221-05828-2.
- mit Eric Marié, Eric Hamraoui und Juan-Carlos Chachques: Philosophie du progrès en cardiologie. Mediqualis, Neuauflage 2008, ISBN 978-2-84059-064-4.